# 林泉乡
林泉乡，是中华人民共和国江西省九江市德安县下辖的一个乡镇级行政单位。

## 行政区划
林泉乡下辖以下地区：
清塘村、林泉村、大溪畈村、小溪山村和屏峰村。